# Vaičiulis
Vaičiulis ist ein litauischer männlicher Familienname, abgeleitet von Vaičius.

## Weibliche Formen
- Vaičiulienė (verheiratet)
- Vaičiulytė (ledig)

## Personen
- Juozas Vaičiulis (* 1956),  Politiker, Bürgermeister von Marijampolė
- Modestas Vaičiulis (* 1989),  Skilangläufer